# 사할린섬

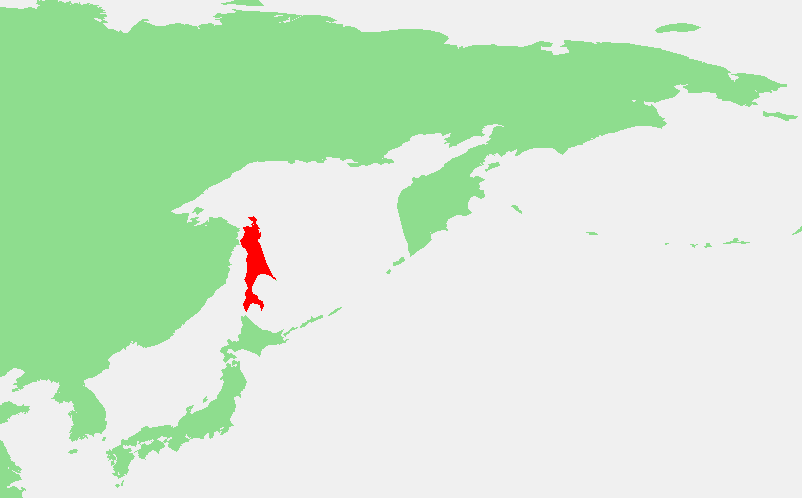
사할린의 위치

사할린섬(러시아어: Сахали́н, 문화어: 화태)은 러시아의 섬이다. 일본에서는 가라후토(樺太 가라후토[*])라고 한다. 남북의 길이 950km, 최대 폭 160km, 면적 약 72,492km2이다. 또한 러시아에서 가장 큰 섬이자, 세계에서 23번째로 큰 섬이기도 하다. 타타르 해협과 오호츠크해 사이에 있으며, 쿠릴 열도와 함께 러시아의 사할린주를 이룬다. 사할린주의 주도는 유즈노사할린스크이다.

## 명칭
만주어로 아무르강을 ‘사할리얀 우라 ’(ᠰᠠᡥᠠᠯᡳᠶᠠᠨ
ᡠᠯᠠ), 즉 사할린강이라고 하는데, 강 하구 밖에 있는 사할린섬을 ‘사할린강 하구에 있는 험준한 돌덩어리’란 뜻의 ‘사할리얀 우라 앙가 하다’(ᠰᠠᡥᠠᠯᡳᠶᠠᠨ
ᡠᠯᠠ
ᠠᠩᡤᠠ
ᡥ᠊ᠠᡩᠠ)라 불렀다. 러시아어를 비롯하여 서양에서 부르는 "사할린"이라는 이름이 여기서 비롯되었다. 만주족은 사할린을 이 명칭으로 부르기보다 주로 '쿠예(Kuye)'라고 불렀다. 
1710년 청나라 강희제의 명을 받은 프랑스 선교사가 사할린 서쪽 해안을 사갈리엔-앙가타(Saghalien-angahata)라고 지도에 표기하면서 널리 알려졌다. 만주어로 '검은 강의 암벽'이라는 뜻이다. 당시 북부에는 길랴크인이, 남부에는 아이누인이 살고 있었다.
- 러시아어: Sakhalin, Saghalien
- 만주어: ᠰᠠᡥᠠᠯᡳᠶᠠᠨ
ᡠᠯᠠ
ᠠᠩᡤᠠ
ᡥ᠊ᠠᡩᠠ
- 일본어: 가라후토(からふと, 樺太, 화태)
- 아이누어: 카무이 카라 푸토 야 모시르(Kamuy Kara Puto Ya Mosir)
- 한국어: 사할린, 부상(扶桑)

### 가라후토
'가라후토'라는 이름은, 일설에는 아이누 민족이 이 섬을 「카무이 카르 푸트 야 모시리 」(kamuy kar put ya mosir)라고 부른 것에서 유래한다고 한다. 이것은 아이누어로 「신이 강의 하구(河口)에 만든 섬」이라는 의미로, 헤이룽강(흑룡강)의 하구(河口)에서 보아 그 앞에 위치하기 때문에 이렇게 불리게 되었다 한다.
에도 시대에는 홋카이도를 가리켜 에조치(蝦夷地)라고 부른 것에 대응해서, 북에조(北蝦夷)라 부르기도 했다. 후에 메이지 정부가 홋카이도 개척사(北海道開拓使)를 설치한 이후, 북에조라는 명칭은 가라후토(樺太)라고 바뀌었고, 일본어권에서 가라후토라는 명칭이 비로소 정착되었다.
'사할린'또는 '사가렌'이라는 명칭은, 청의 황제가 3인의 예수회 수도사에게 명해 청 제국의 판도를 측량하던 중에 흑룡강(Sahaliyan Ula) 하구 맞은편에 섬이 있다는 이야기를 듣고, 만주어로 사하랸 울아 앙아 하다(Sahaliyan Ula Angga Hada: 흑룡강 맞은편의 섬)이라 부른 것에서 유래한다고 한다. 다만, 청은 가라후토의 존재를 인지하고 있었지만, 청 직할령으로는 여기지 않았다. 또한, 일본이 남부 사할린을 영유하였던 시대에는, '가라후토'라 함은 남가라후토를 지칭하는 것이었던 탓에, 서로 구별할 필요로 인해 북사할린을 사가렌[薩哈嗹]이라 부른 경우도 있었다.

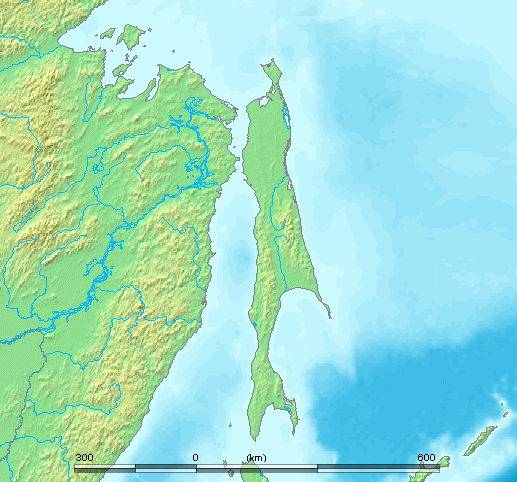
사할린 주변의 지형

#### 미나미카라후토
미나미카라후토(南樺太) 또는 남가라후토는, 가라후토(樺太)라고 불렸던 일본 제국의 행정구역이었다. 지방 행정관청으로서 가라후토 청(樺太庁)이 설치되어, 태평양 전쟁 중인 1942년에, 외지(外地)에서 내지(内地)로 편입되었다. 1945년 당시 인구는 약 40만 명, 주요산업은 어업, 농업, 임업과 제지, 펄프 등의 공업, 석탄・석유의 채굴업 등이었다. 남가라후토의 중심 도시는 가라후토 청이 설치되어 있었던 도요하라시(豊原市)였다.

#### 기타카라후토
기타카라후토(北樺太) 또는 북가라후토는, 상트페테르부르크 조약 이래 러시아령으로서, 러시아 제국 연해주, 소련 하바롭스크 지방, 그 후에는 사할린주에 속하여, 러시아 연방이 들어선 현재에도 계속 사할린 주에 속해 있다. 주요한 도시로는 오하, 알렉산드롭스크사할린스키(일본명 오치쓰, 落石) 등이 있다.

## 역사
- 1799년: 일본 에도 막부가 사할린섬 남쪽 끝에 영향력 행사.
- 1821년: 일본 마쓰마에번이 일부를 영유.
- 1853년: 러시아 제국이 영유 선언.
- 1867년: 러일 양국의 "협동 관할지"가 됨.
- 1875년: 러일 양국이 상트페테르부르크 조약에 조인. 사할린섬 전체가 러시아 제국의 영토가 됨.
- 1905년: 러일 전쟁의 승리로 일본 제국이 북위 50도선 이남의 사할린섬 남부를 넘겨받아 이 지역에 "가라후토 민정서" 설치.
- 1907년: "가라후토 민정서"를 "가라후토청"으로 개편.
- 1918년-1925년: 러시아의 적백내전을 틈타 일본군이 사할린섬 북부까지 점령.
- 1942년: 내무성(중앙정부 행정 기관)이 가라후토청을 편입. 사할린섬 남부가 가이치(外地)(식민지)에서 나이지（内地）(일본 본토)로 편입.
- 1945년 8월: 제2차 세계 대전 말, 소련이 일본 제국에 선전포고하고 사할린섬 남부까지 차지.
- 1946년: 소련이 사할린섬 남부에 대한 영유권 선언.
- 1949년: 국가 행정 조직법의 시행에 따라 가라후토 청이 폐지되고, 소련의 사할린주로 계승.
- 1951년: 샌프란시스코 강화조약으로 일본이 사할린섬 남부에 대한 영유권 포기. 이로써 섬 전체가 소련의 영토가 되었고, 현재는 러시아의 영토이다.

## 날씨
사할린섬은 대륙성 기후로 춥고, 여름이 짧고, 겨울이 6개월에 달하며, 겨울의 평균 기온은 -19 °C에서 -24 °C 사이이며, 북쪽 지역보다 -40 °C까지 낮을 수 있다. 몇몇 항구는 장기간 얼음으로 뒤덮여 있다. 북부는 8개월이나 얼어 있었다. 연간 강수량은 500-1200mm이다.

## 산업
주요 산업은 광업이며, 그 밖에 석유, 석탄, 천연가스, 펄프, 제지업, 어업과 어류가공, 임업·제당업, 목축 등이다. 주요 항구로는 코르사코프, 홀름스크, 알렉산드로프스크-사할린스키, 사할린스크, 우글레골스크 등이 있다.

## 주민
사할린섬의 주민들은 대부분 러시아인(78%)이고, 우크라이나인이 7.4%이다. 그 밖에 최대 소수 민족은 사할린 한인(6.5%)이다. 사할린섬에 사는 한인의 수는 약 4만 3000명이며, 이들 중 대한민국으로의 귀환을 바라는 사람은 7,000여 명으로 추산된다. 원주민(0.4%)은 남부의 아이누, 북부의 니브히족(길랴크) · 윌타족(오로크)이 있으며, 그 밖에 소수의 일본인, 벨라루스인, 몰도바인, 모르도바인, 바시키르인, 추바시인, 아르메니아인, 오로치인, 타타르족도 거주한다.

## 주요 도시
- 알렉산드롭스크사할린스키 (Александровск-Сахалинский)
- 아니바 (Анива)
- 고르노자보츠크 (Горнозаводск)
- 돌린스크 (Долинск/Галкино-Врасское)
- 코르사코프 (Корсаков)
- 크라스노고르스크 (Красногорск)
- 쿠릴스크 (Курильск)
- 마카로프 (Макаров)
- 네벨스크 (Невельск)
- 오하 (Оха)
- 포로나이스크 (Поронайск)
- 세베로쿠릴스크 (Северо-Курильск)
- 토마리 (Томари)
- 우글레고르스크 (Углегорск)
- 홀름스크 (Холмск)
- 체호프 (Чехов)
- 샤흐툐르스크 (Шахтёрск)
- 유즈노사할린스크 (Южно-Сахалинск)

## 지도
| 가잔 열도갠지스강고다바리강고비 사막나일강류큐 열도남중국해노르웨이해뉴기니섬네푸드 사막다싱안링산맥다뉴브강동시베리아해동중국해동해둥베이 · 평원랍테프해룹알할리 사막레나강마다가스카르섬마리아나 제도마르마라해말레이반도메콩강몰디브 제도몽골고원바렌츠해바이칼호바탄 제도발리섬발트해발하시호백해베링해벵골만보르네오섬북극해북해볼가강북드비나강브라마푸트라강사할린섬샤오싱안링산맥세이셸 군도소코트라섬수마트라섬술라웨시섬스리랑카섬스칸디나비아반도스타노보이산맥스프래틀리 군도시나이반도새머리싱가포르섬아나톨리아아덴만아라비아반도아라비아해아라푸라해아랄해아무르강아조프해아프리카의 뿔안다만 제도알타이산맥알류샨 열도에게해예니세이강오가사와라 제도오만만오비강오스트레일리아오호츠크해우랄강우랄산맥유프라테스강이란고원인더스강인도 아대륙인디기르카강인도양 (북부)인도차이나반도일본 열도자와섬주강장강치롄산맥카라해카라코람카스피해캄차카반도캅카스산맥캐롤라인 · 제도콜리마강쿠릴 열도쿤룬산맥크리스마스섬타이만대만타클라마칸 사막북태평양톈산산맥통킹만티그리스강티모르섬티베트고원파라셀 제도파미르페르시아만페초라강프라타스섬필리핀 제도필리핀해하이난한반도항가이산맥호르무즈홋카이도홍해화베이 · 평원황하황해흑해히말라야산맥힌두스탄 · 평원힌두쿠시class=notpageimage\| 유라시아에서의 사할린의 위치 |

## 같이 보기
- 사할린 한인
- 사할린 일본인